# Kemična sinapsa
Sinapsa (grško syn, skupaj + haptein, stiskati) ali preklop je najpogosteje stik med dvema sosednjima nevronoma oz. natančneje med koncem aksona (živčnimi končiči) na eni strani ter dendriti ali telesom drugega nevrona na drugi strani. Sinapsa je lahko tudi stik med nevronom in drugo vzdražno celico, npr. žlezno ali mišično.

## Zgradba sinapse
Prenos vzburjenja iz ene živčne celice na drugo je relativno hiter, saj se nevrotransmiterji, ki se sprostijo iz živčnih oz. aksonskih končičev, ne razširijo po zunajceličnem prostoru tako kot nevrohormoni, pač pa se sprostijo v zelo omejeni prostor.
Ta omejeni prostor, ki ga sinaptični celici gradita skupaj, se imenuje sinaptična špranja in je opazna samo pod mikroskopom. Njen glavni namen je sicer preprečevanje neposrednega prehoda depolarizacije s predsinaptične na posinaptično celico ali natančneje, membrano.
Celico, iz katere se sproščajo molekule nevrotransmiterja, imenujemo presinaptična celica; drugo, ki sprejema oz. delujejo nanjo molekule nevrotransmiterja, pa imenujemo postsinaptična celica.
Sinaptični gumbi, deli aksonskih končičev, v katerih se mešički oz. sinaptični mehurčki polnijo in iz njega izločajo v sinaptično špranjo, vsebujejo številne mitohondrije. Njihova naloga je sproščanje energije za ponovno polnjenje mešičkov (z nevrotransmiterjem) in za črpanje kalcijevih kationov (Ca2+), ki vzdržuje gradient koncentracije kalcija skozi membrano nevrona.

## Delovanje sinapse
Ko električni signal po nevronu doseže aksonske končiče, se membrana depolarizira in to sproži odprtje kalcijevih kanalov na sinaptičnem gumbu, skozi katere kalcij zelo hitro vstopa. Skratka, depolarizacija membrane sproži lokalno povečanje Ca2+ ionov.
Sinaptični mehurčki z nevrotransmiterjem se nato premaknejo k presinaptični membrani in se z njo združijo. Molekule nevrotransmiterja nato difundirajo iz mehurčkov in se vežejo na stereospecifične receptorje na postsinaptični membrani.
Ionski kanali, ki se odprejo v trenutki vezave nevrotransmiterjev z receptorji, s kemično regulacijo na postsinaptični membrani omogočijo vdor natrijevih kationov (Na+) in izhod kalijevih kationov (K+). To povzroči depolarizacijo postsinaptične membrane in tako nadaljnji prenos sporočila po posinaptični celici v obliki električnega signala.
Encimi, ki jih izločajo sosednje nevroglialne celice ali pa so že na postsinaptični membrani, odstranijo (razgradijo) nevrotransmiterje, tako da je njihov vpliv na ionske kanale kratkotrajen. Sledi reabsorpcija (ponovni sprejem) nevrotransmiterjev ali produktov njihove razgradnje, ki se ponovno uporabijo in vključijo v sinaptične mehurčke.

### Vrste postsinaptičnih potencialov
Glede na to, kako nevrotransmiter deluje na postsinaptično celico, ločimo 2 vrsti akcijskih potencialov na postsinaptični celici:
- ekscitatorni (pospeševalni) postsinaptični potencial: posledica vezave ekscitatornega nevrotransmiterja na receptorje v postsinaptični membrani, ki zato odpre ionske kanale in začne depolarizacijo
- inhibitorni (zaviralni) postsinaptični potencial: posledica vezave inhibitornega nevrotransmiterja na receptorje v postsinaptični membrani, ki zato ohrani ionskem kanale zaprte; posledica je hiperpolarizacija, ki zmanjša verjetnost depolarizacije celice

## Vpliv drog in strupov na sinaptični prenos
Droge in strupi (toksini) lahko spreminjajo sinaptični prenos tako, da:
1. oponašajo delovanje nevrotransmiterja (npr. nikotin oponaša acetilholin in noradrenalin)
2. zmanjšajo razgradnjo nevrotransmiterja (npr. kokain zavira vračanje noradrenalina, serotonina in dopamina)
3. blokirajo receptorje (npr. klorpromazin povzroča čustvene depresije, ker blokira receptorje dopaminov)
4. zmanjšajo sproščanje nevrotransmiterjev (alkohol npr. ovira spanje, ker zmanjša izločanje serina)[4]